# مارک برایت
مارک برایت (انگلیسی: Mark Bright؛ زادهٔ ۶ ژوئن ۱۹۶۲) بازیکن فوتبال اهل بریتانیا است.
از باشگاه‌هایی که در آن بازی کرده‌است می‌توان به باشگاه فوتبال شفیلد ونزدی، باشگاه فوتبال چارلتون اتلتیک، باشگاه فوتبال کریستال پالاس، باشگاه فوتبال سیون، باشگاه فوتبال میلوال، باشگاه فوتبال لیک تاون، باشگاه فوتبال پورت ویل، و باشگاه فوتبال لستر سیتی اشاره کرد.